# La Chartre-sur-le-Loir
La Chartre-sur-le-Loir là một xã trong vùng hành chính Pays de la Loire, thuộc tỉnh Sarthe, quận La Flèche, tổng La Chartre-sur-le-Loir. Tọa độ địa lý của xã là 47° 43' vĩ độ bắc, 00° 34' kinh độ đông. La Chartre-sur-le-Loir nằm trên độ cao trung bình là m mét trên mực nước biển, có điểm thấp nhất là 51 mét và điểm cao nhất là 132 mét. Xã có diện tích 830 km², dân số vào thời điểm 1999 là 1579 người; mật độ dân số là 2 người/km².
Thung lũng Loir thích một địa điểm duy nhất, 50 km về phía bắc của Thung lũng Loire và 220 km về phía tây nam của Paris (2h30 bằng xe hơi hoặc 42 phút đi tàu). Thung lũng Loire là gần 4 thành phố của hơn 100 000 dân: Le Mans, Tours, Angers và Orléans. Chúng tôi có thể nói rằng nó là một vùng nông thôn không hư, rất tốt không bằng một mạng lưới hiệu quả của đường bộ, đường cao tốc và đường sắt
Năm 1990, dân số là 1,678 tiệu người, đô thị là 1,669 triệu người
Năm 1999, dân số là 1,579 triệu người, đô thị là 1,547 tri65u người